# کوم الدکه
کوم الدکه (به عربی: کوم الدکة) یک محله و محوطه باستانی در مصر است که در استان اسکندریه واقع شده‌است.

## نگارخانه

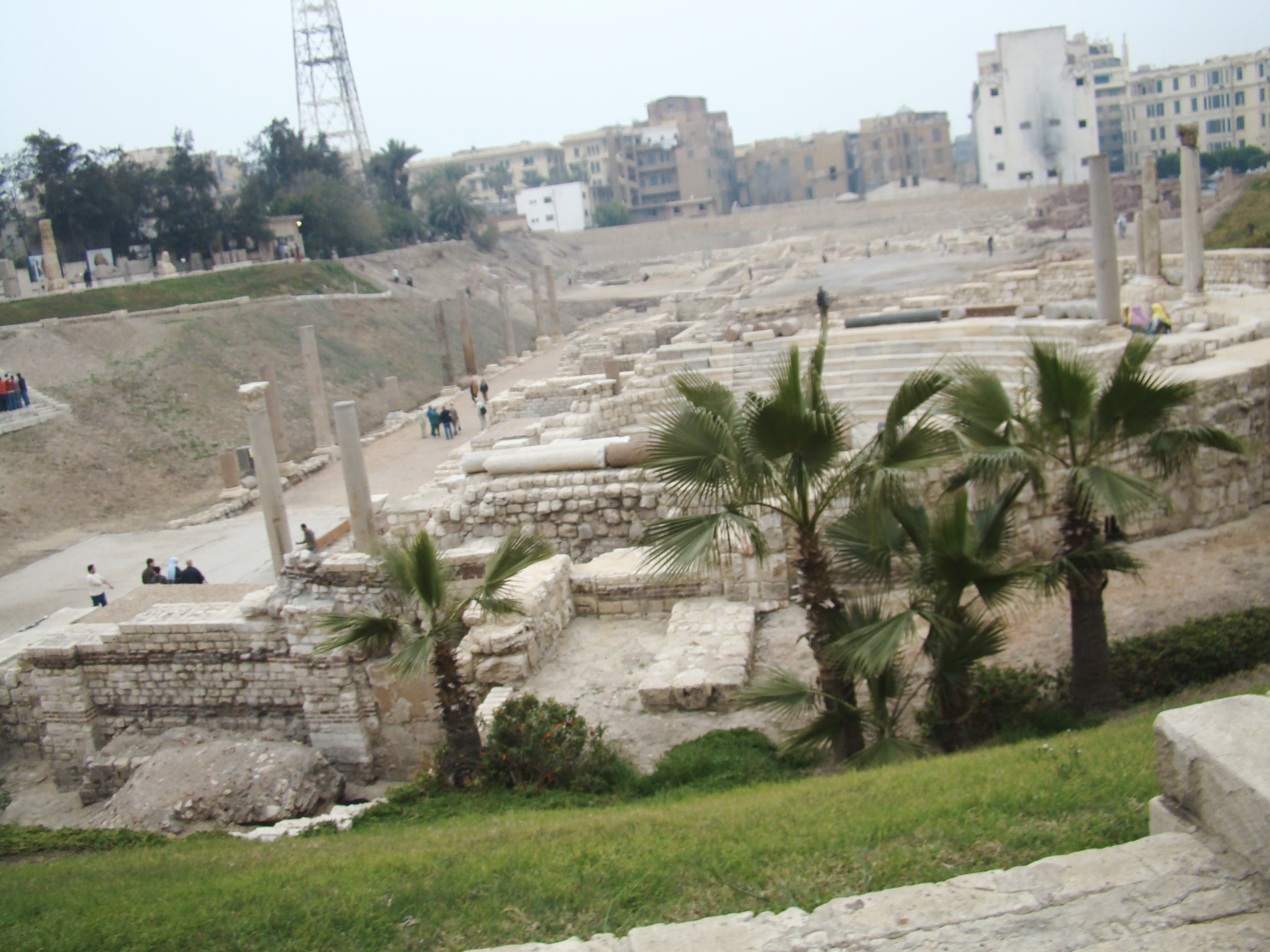
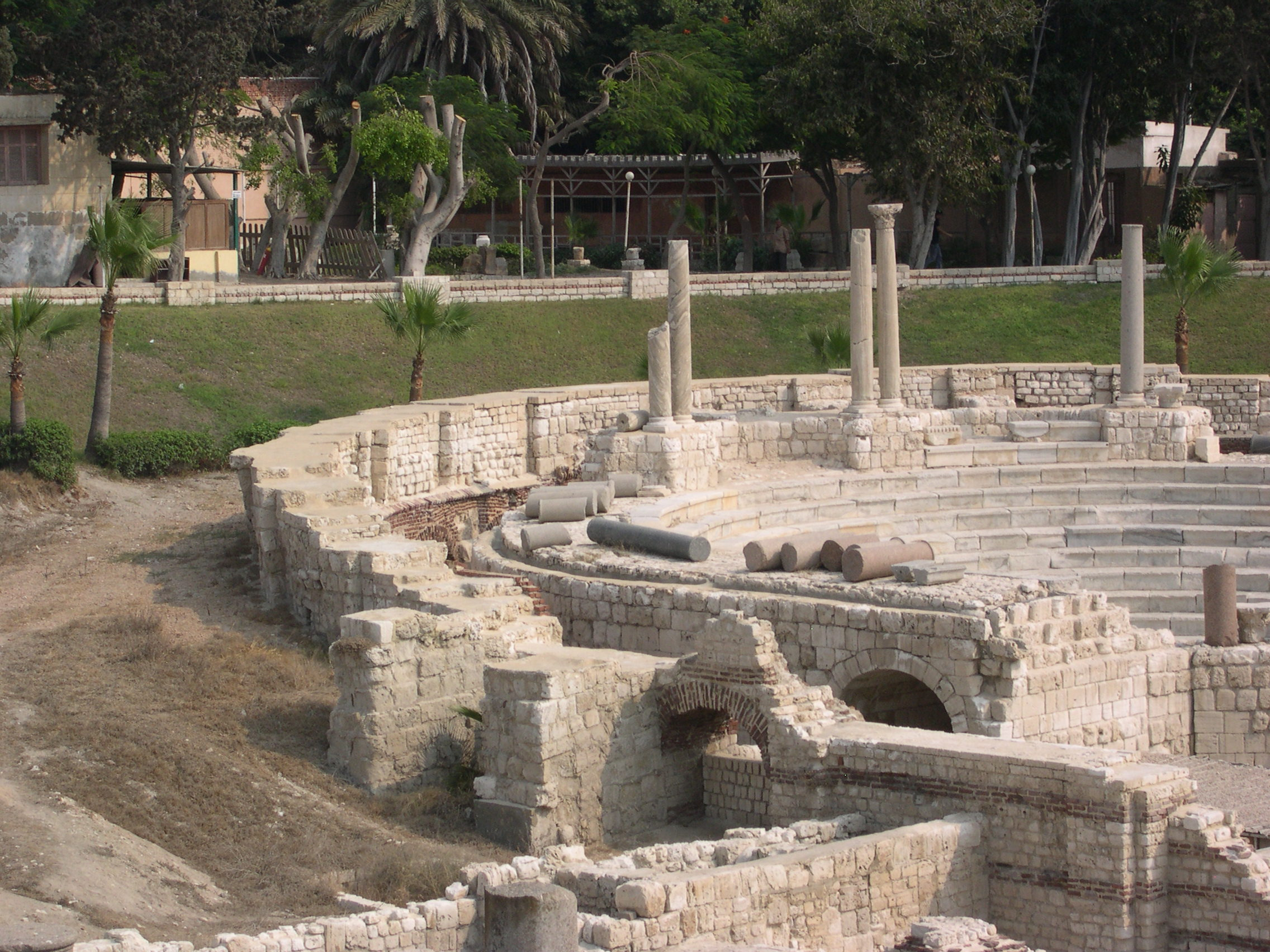
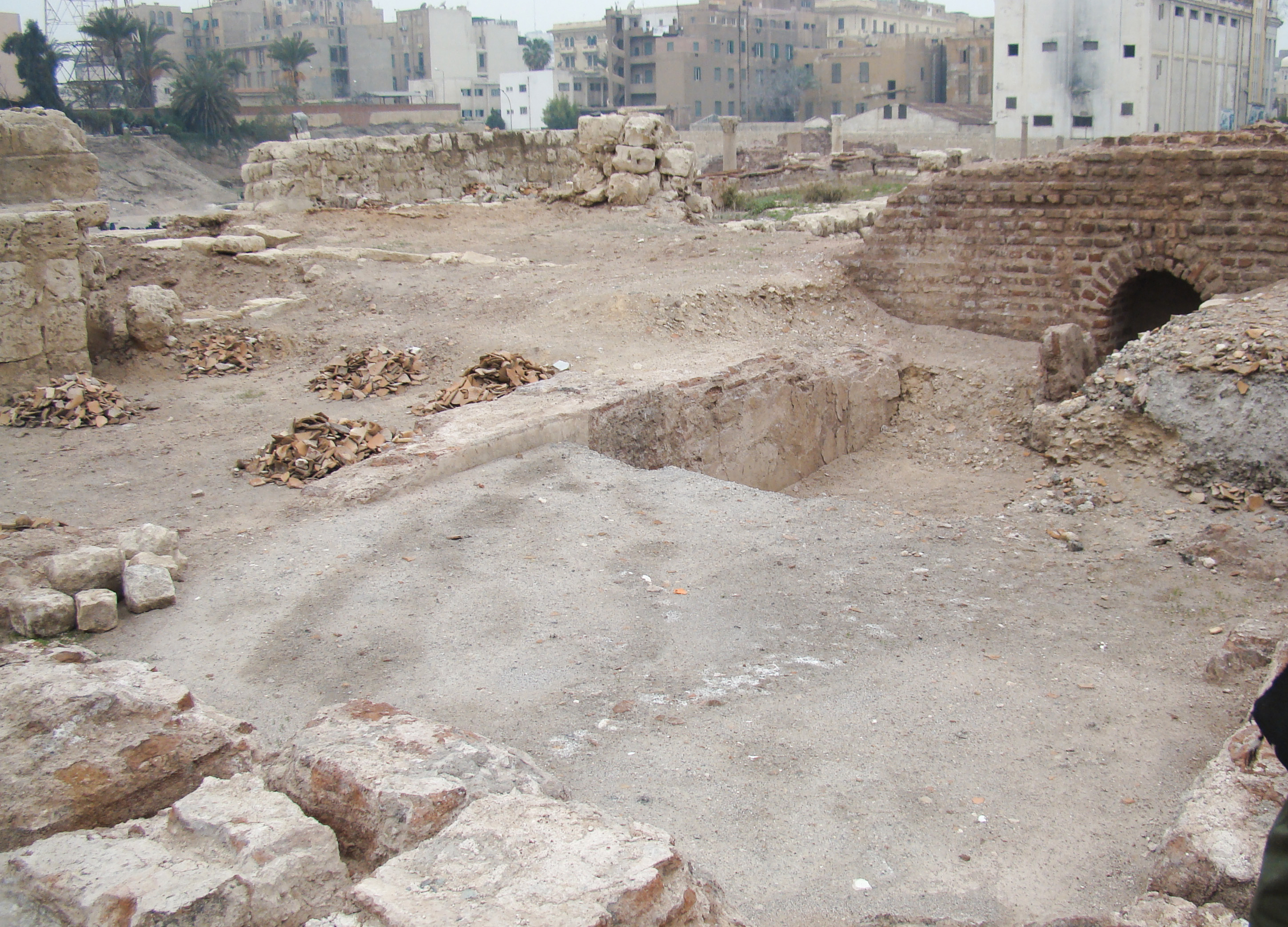
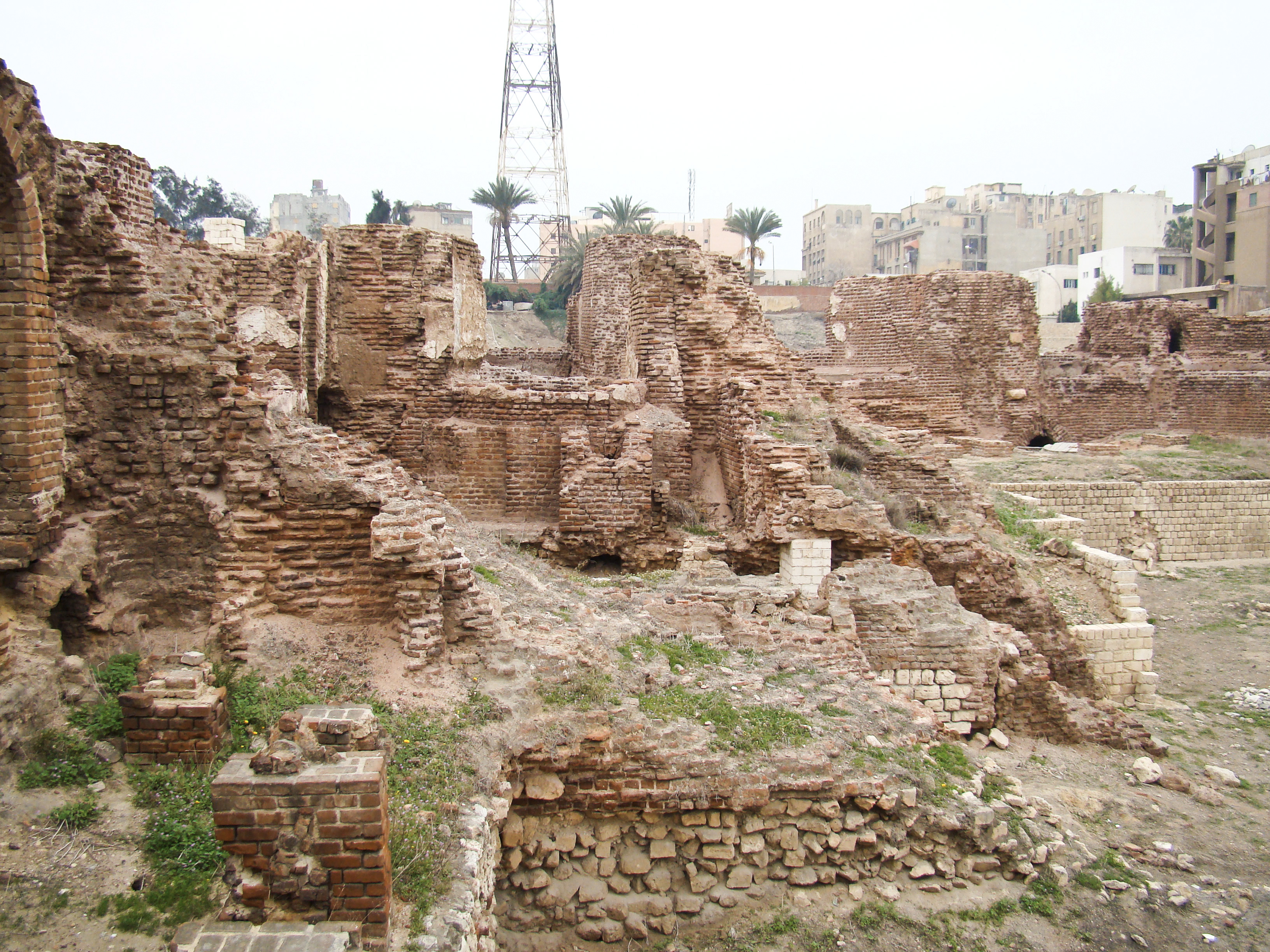
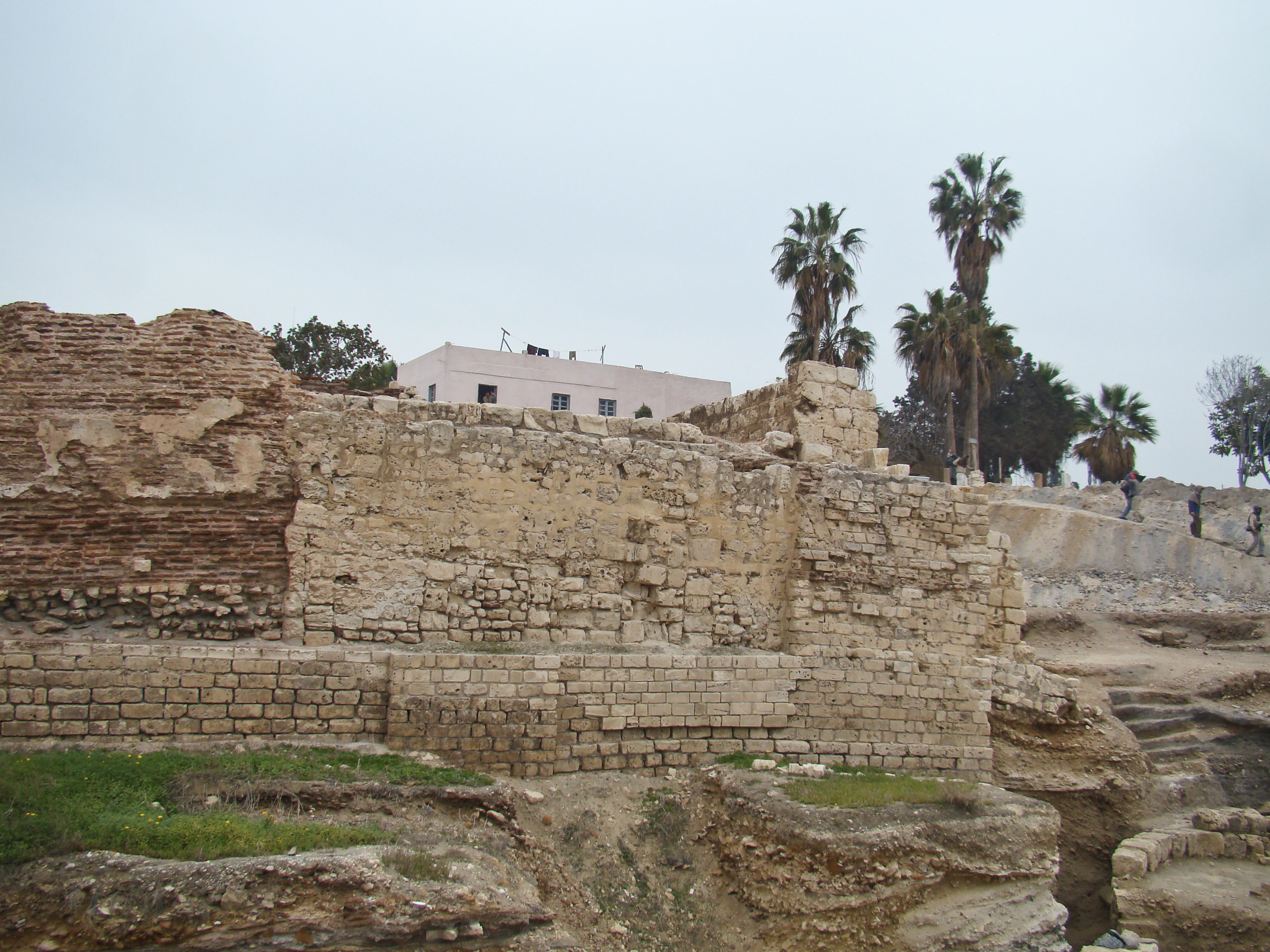
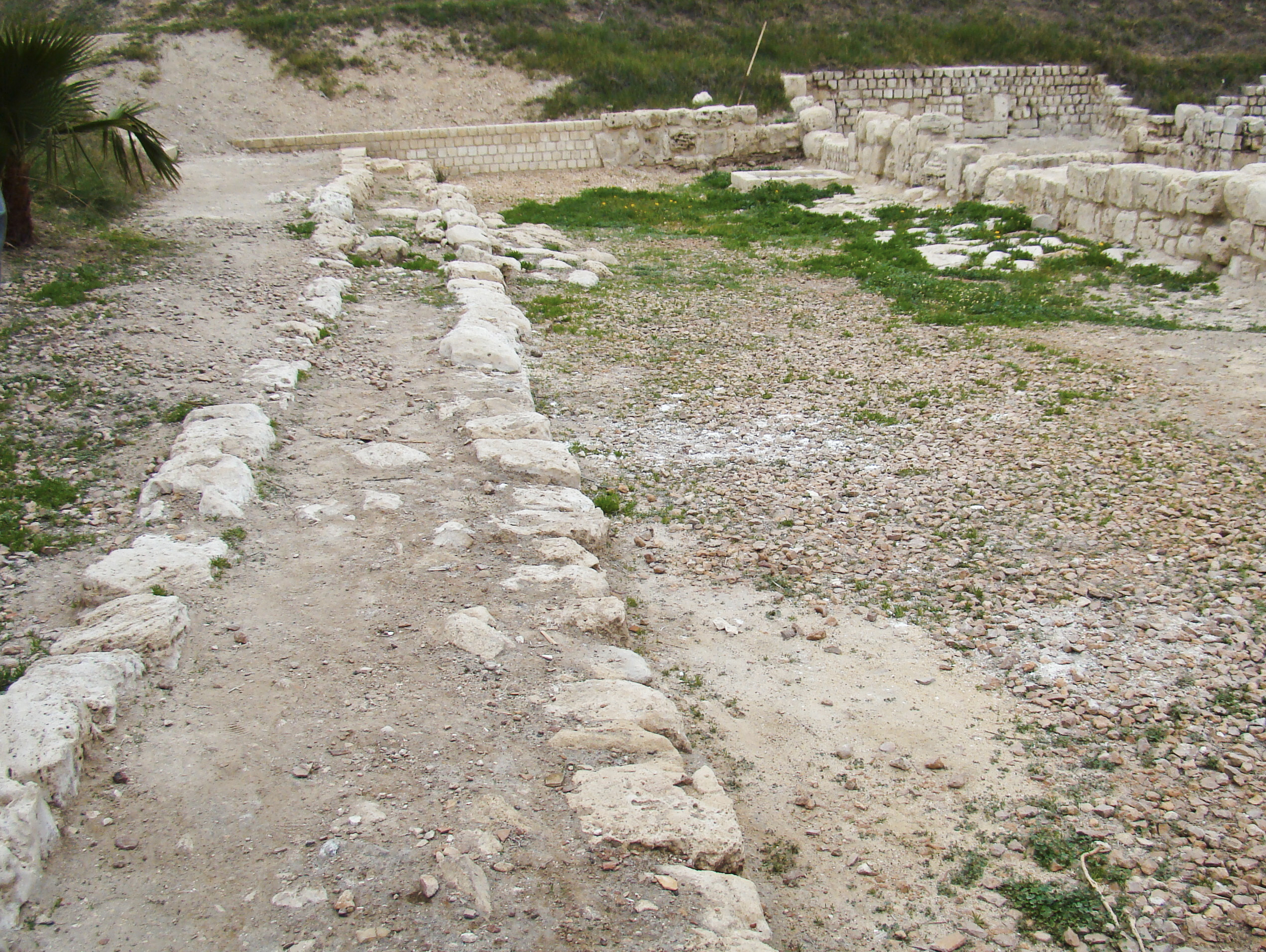
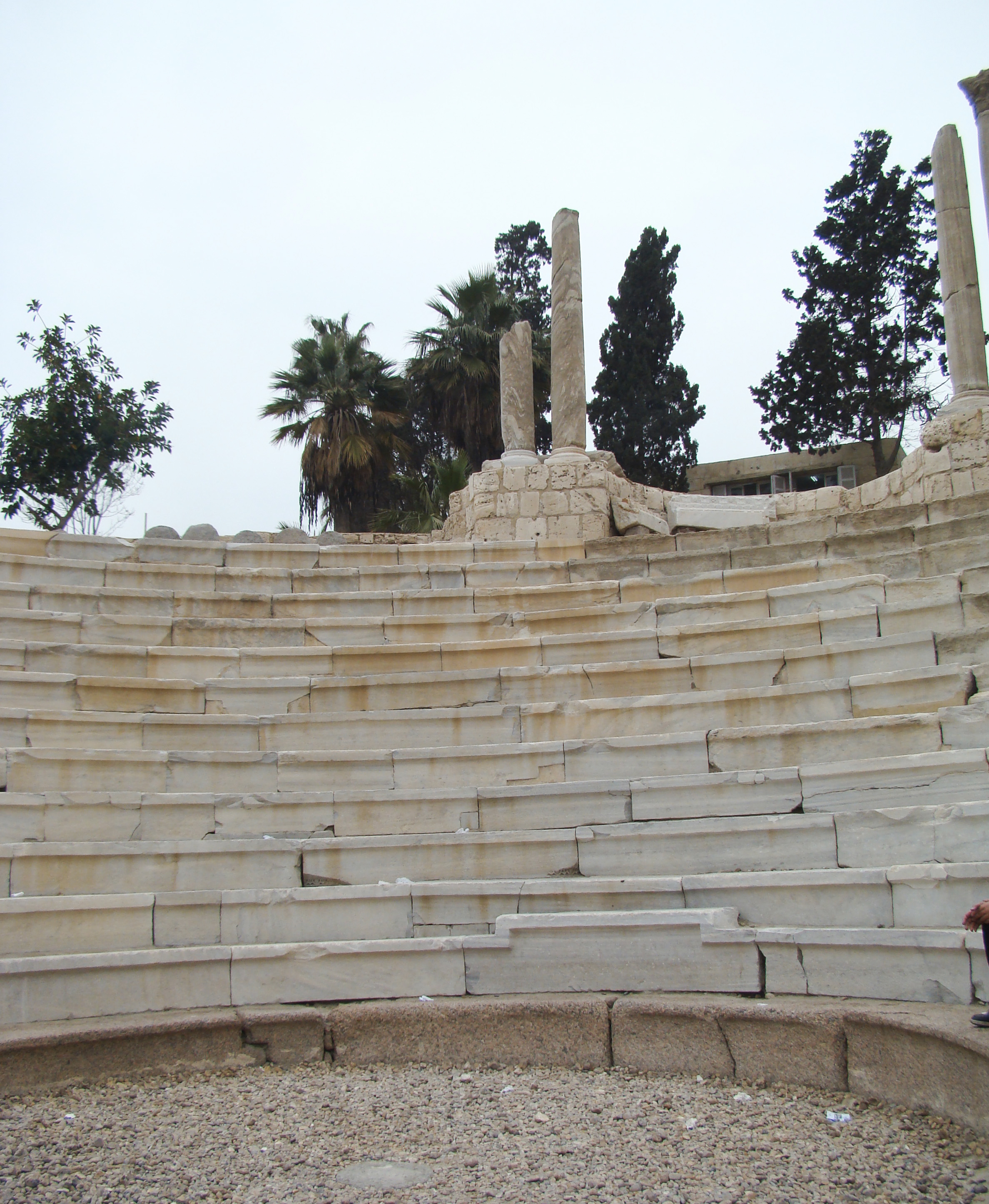
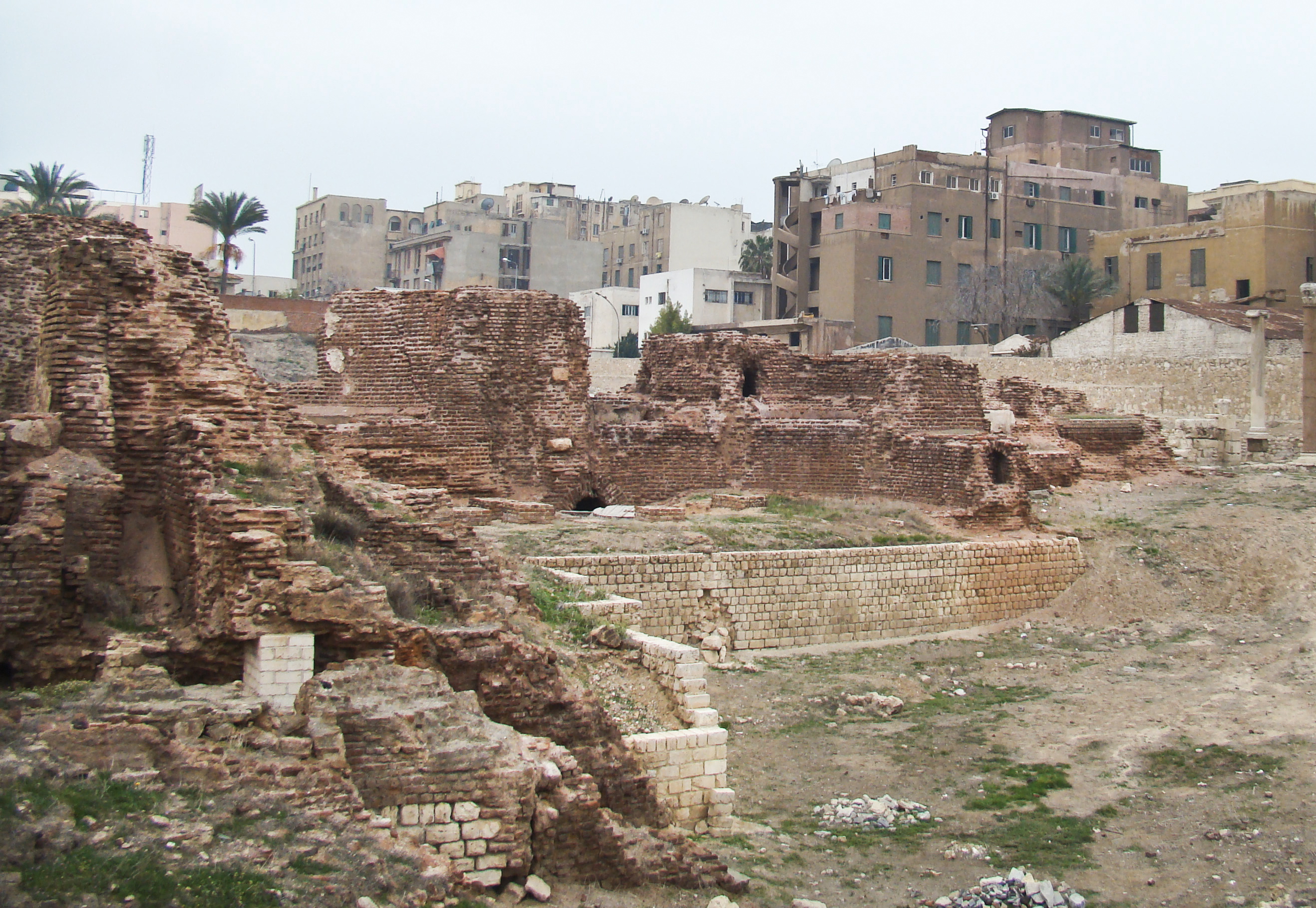
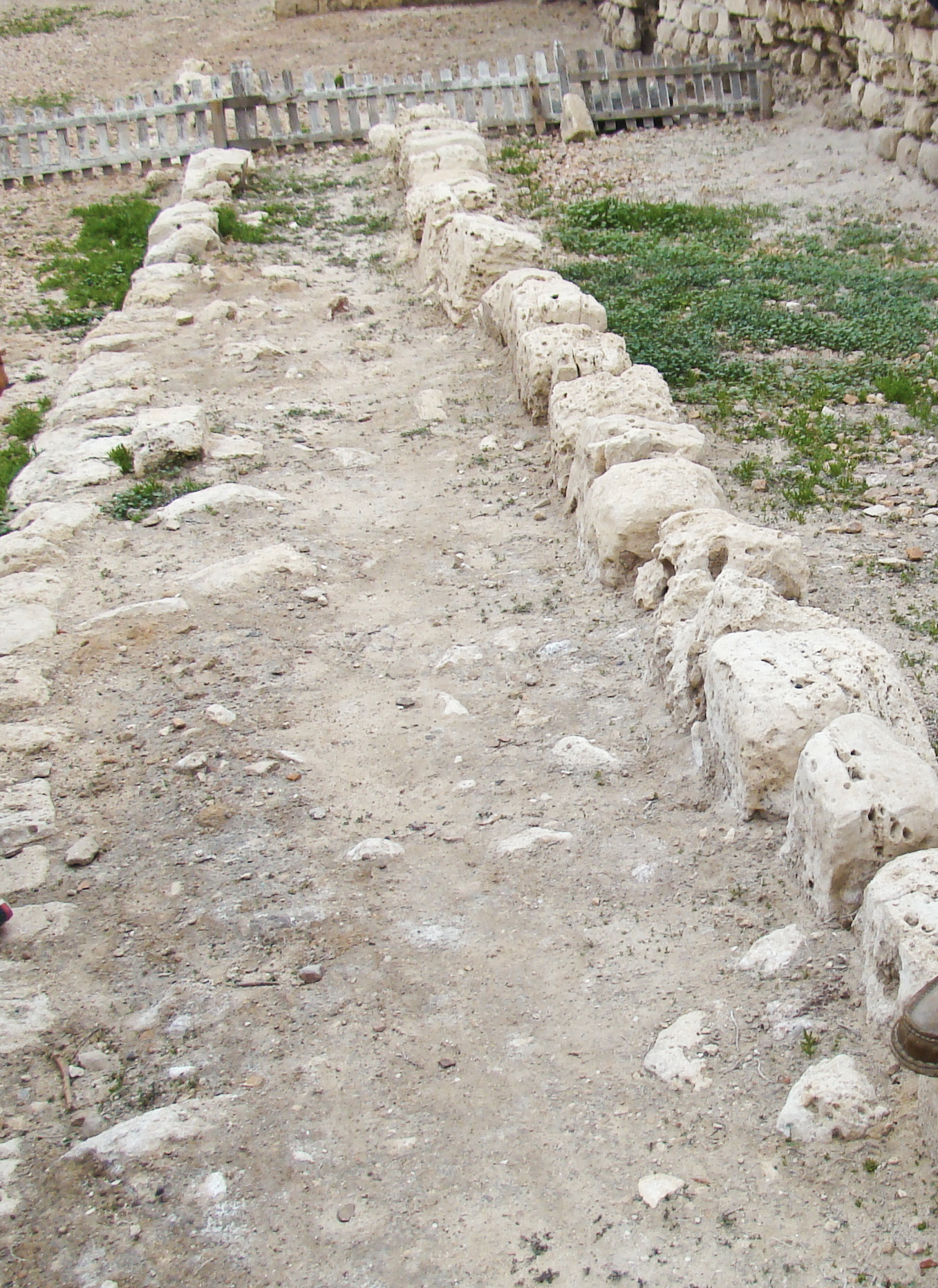
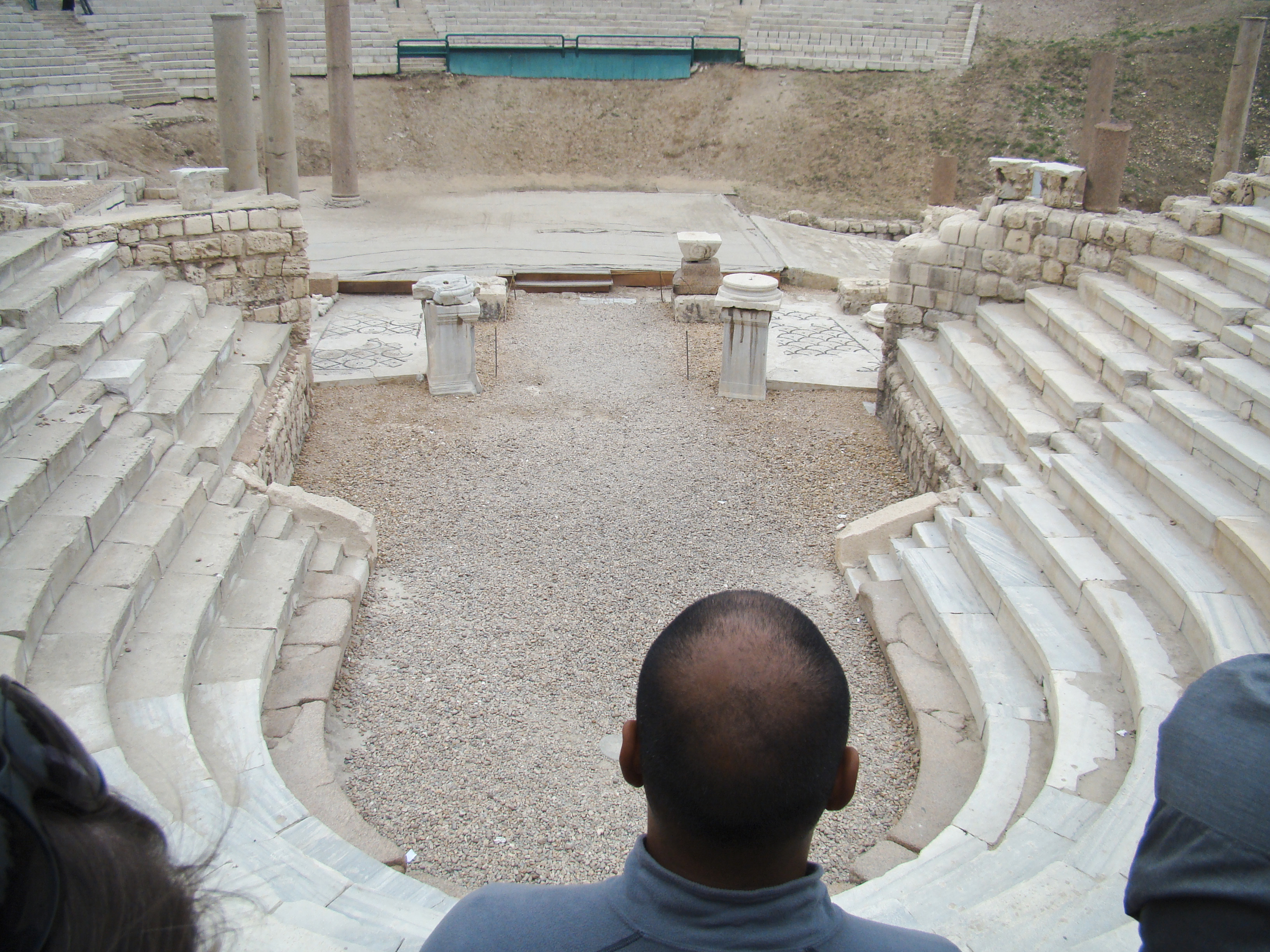
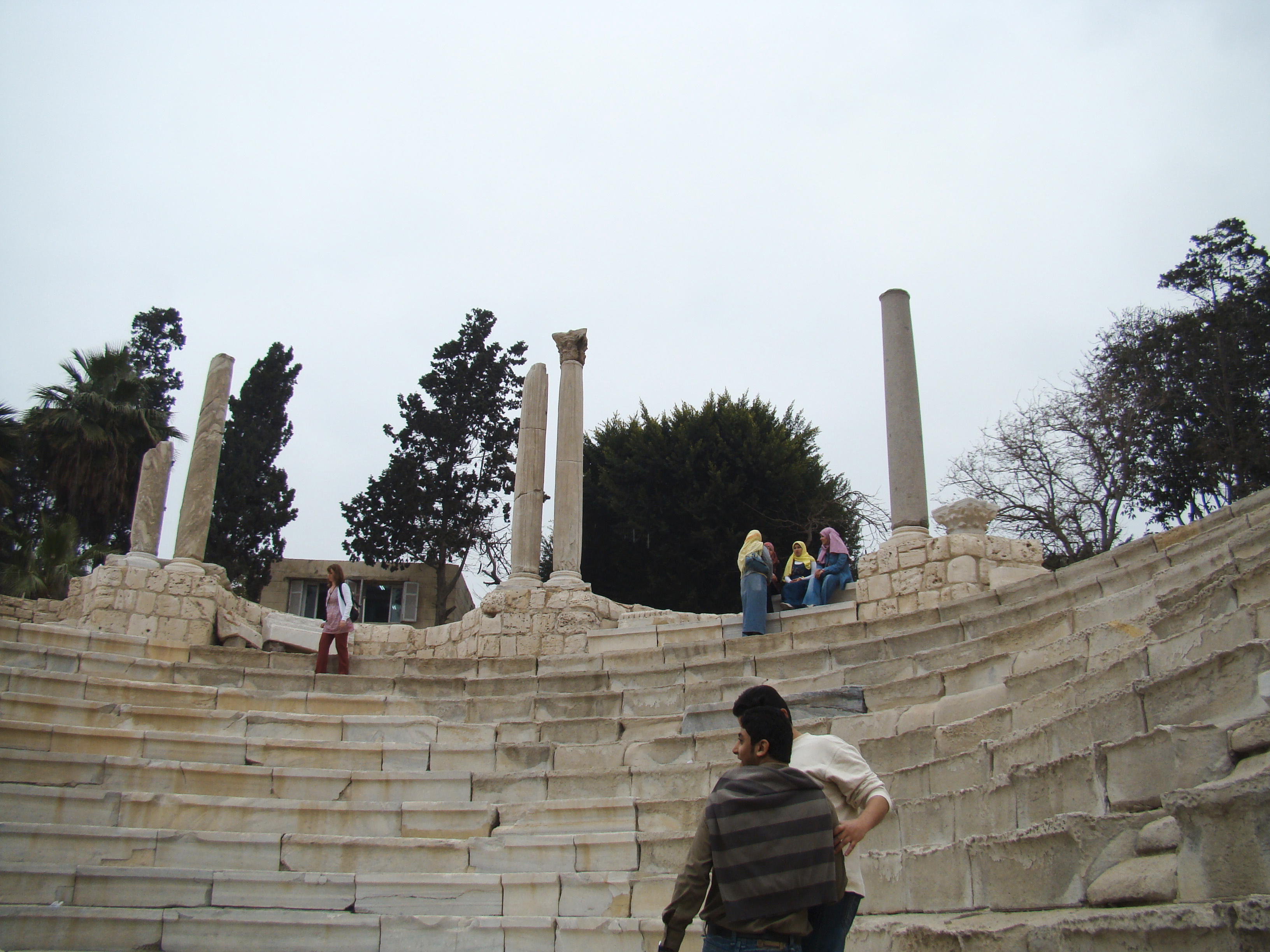
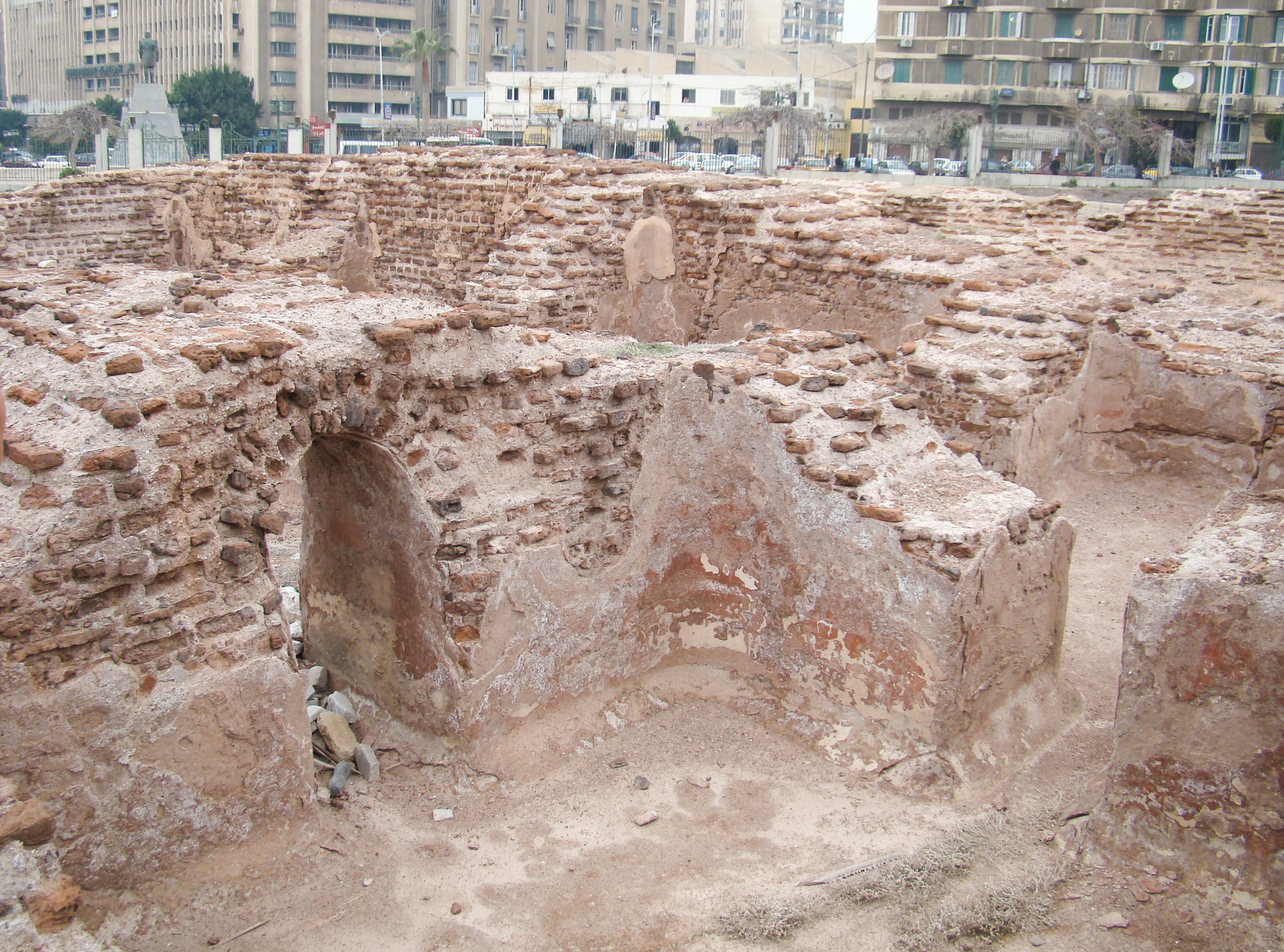
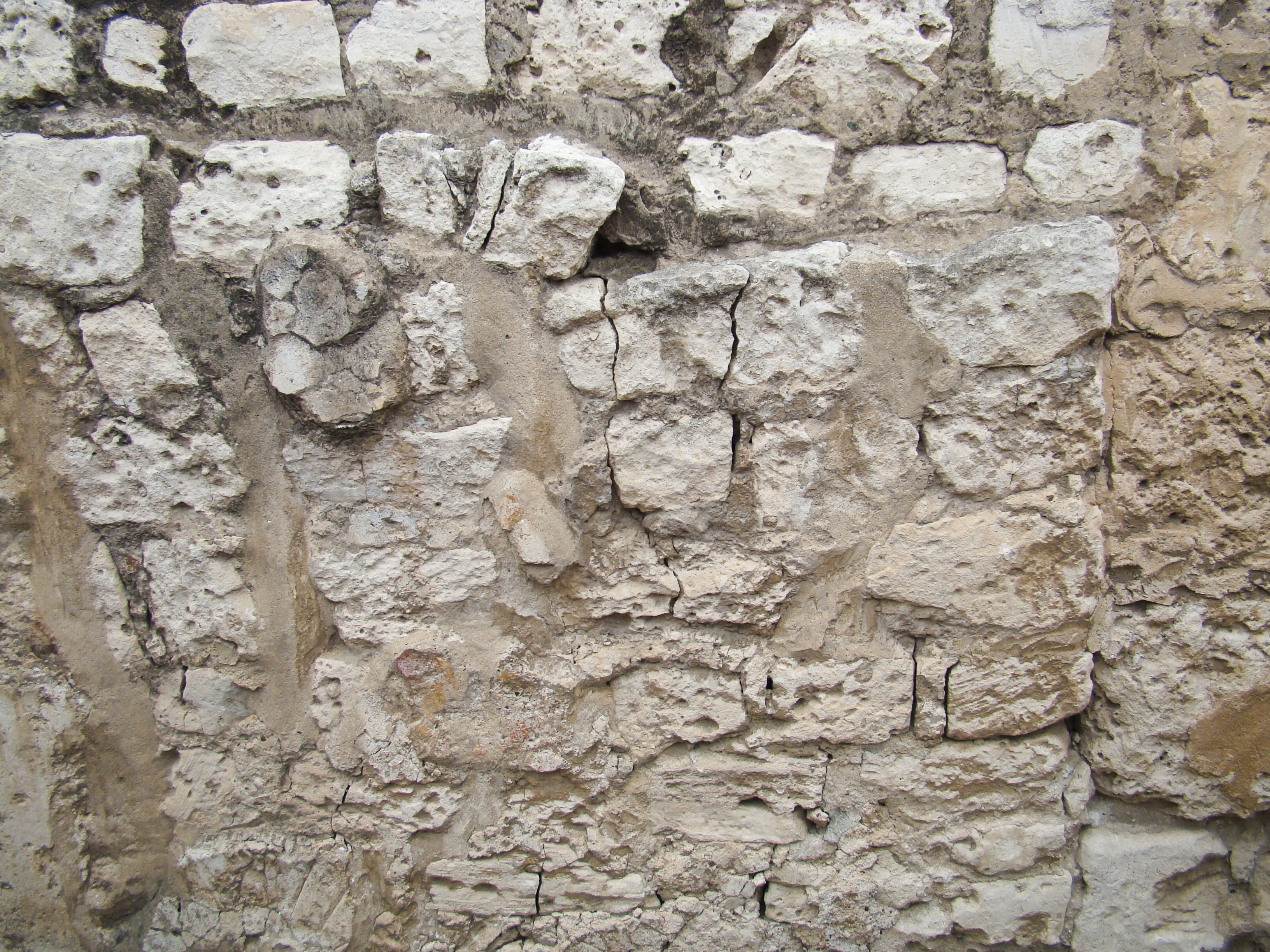
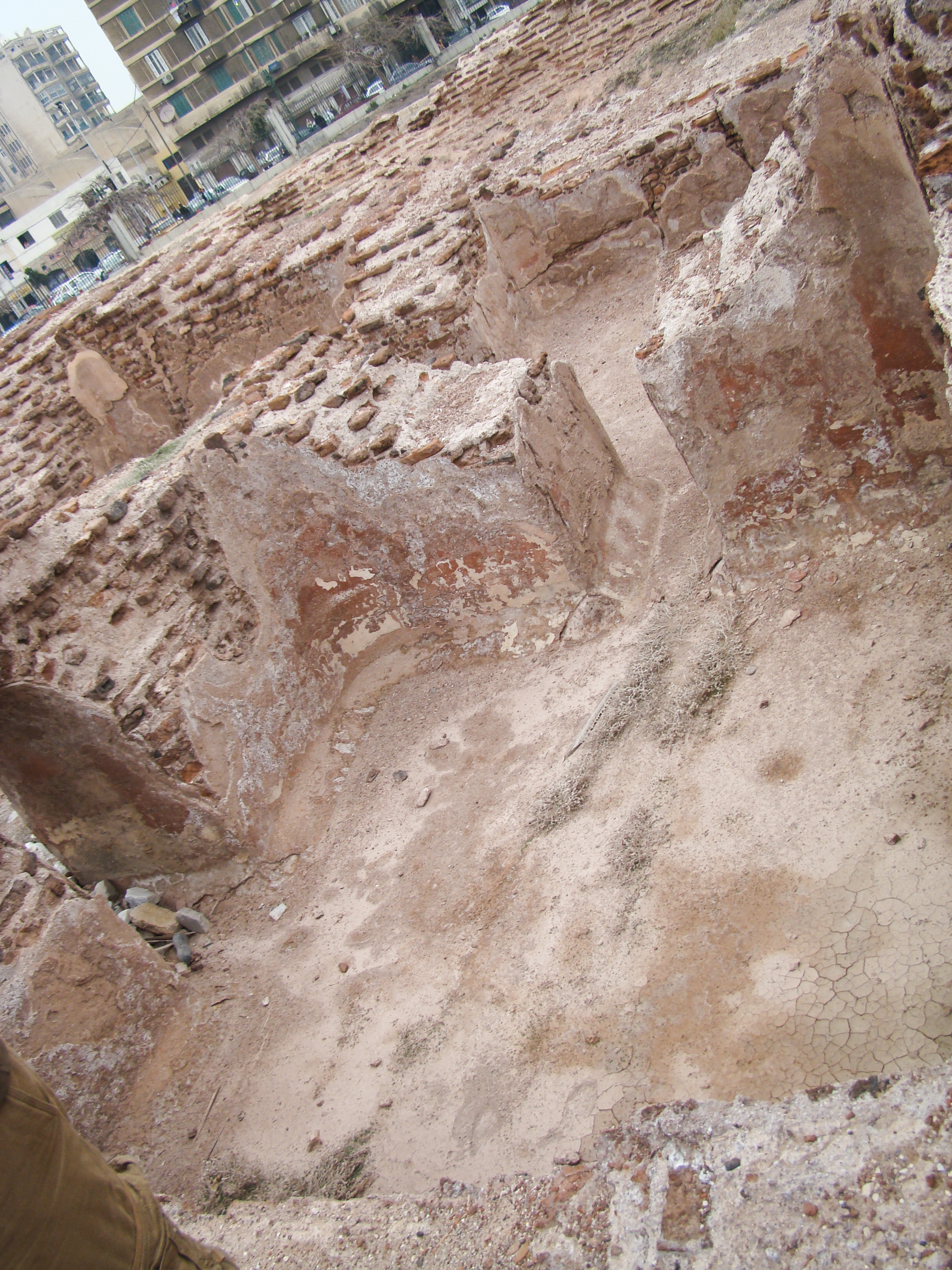
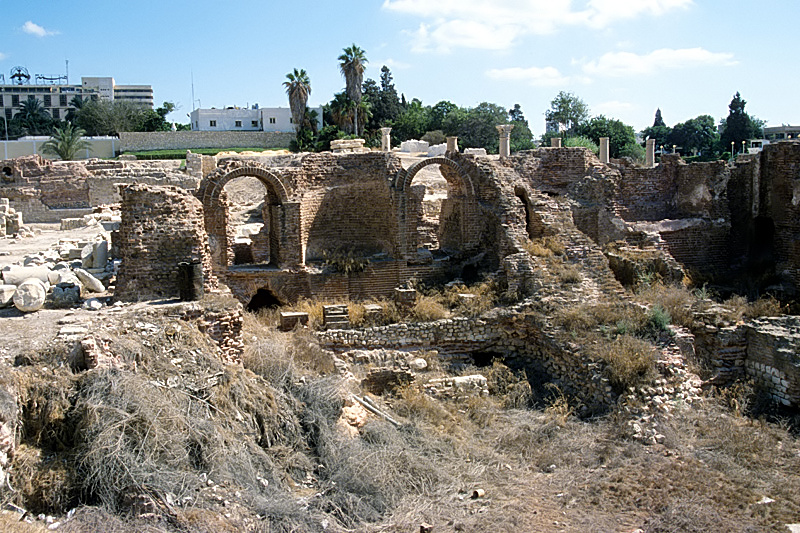
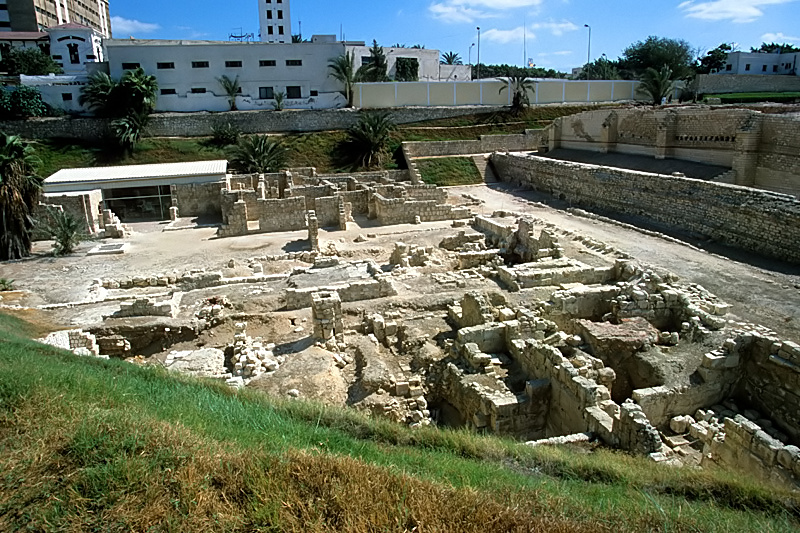
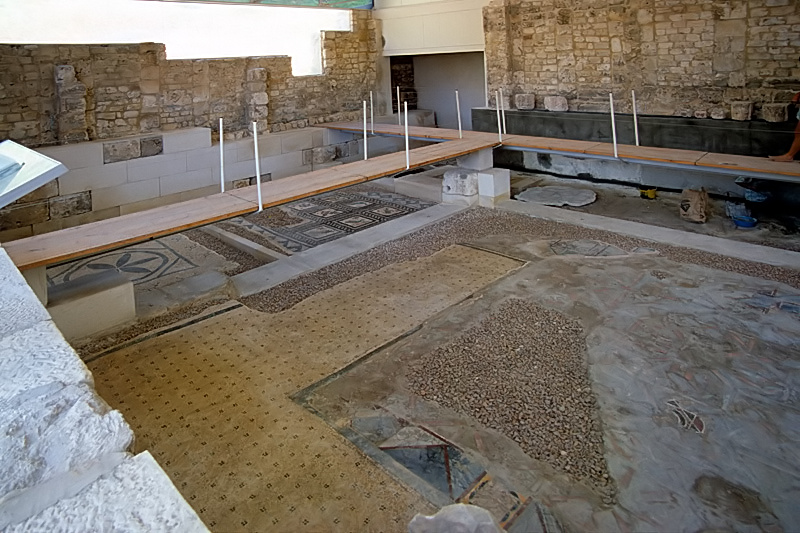
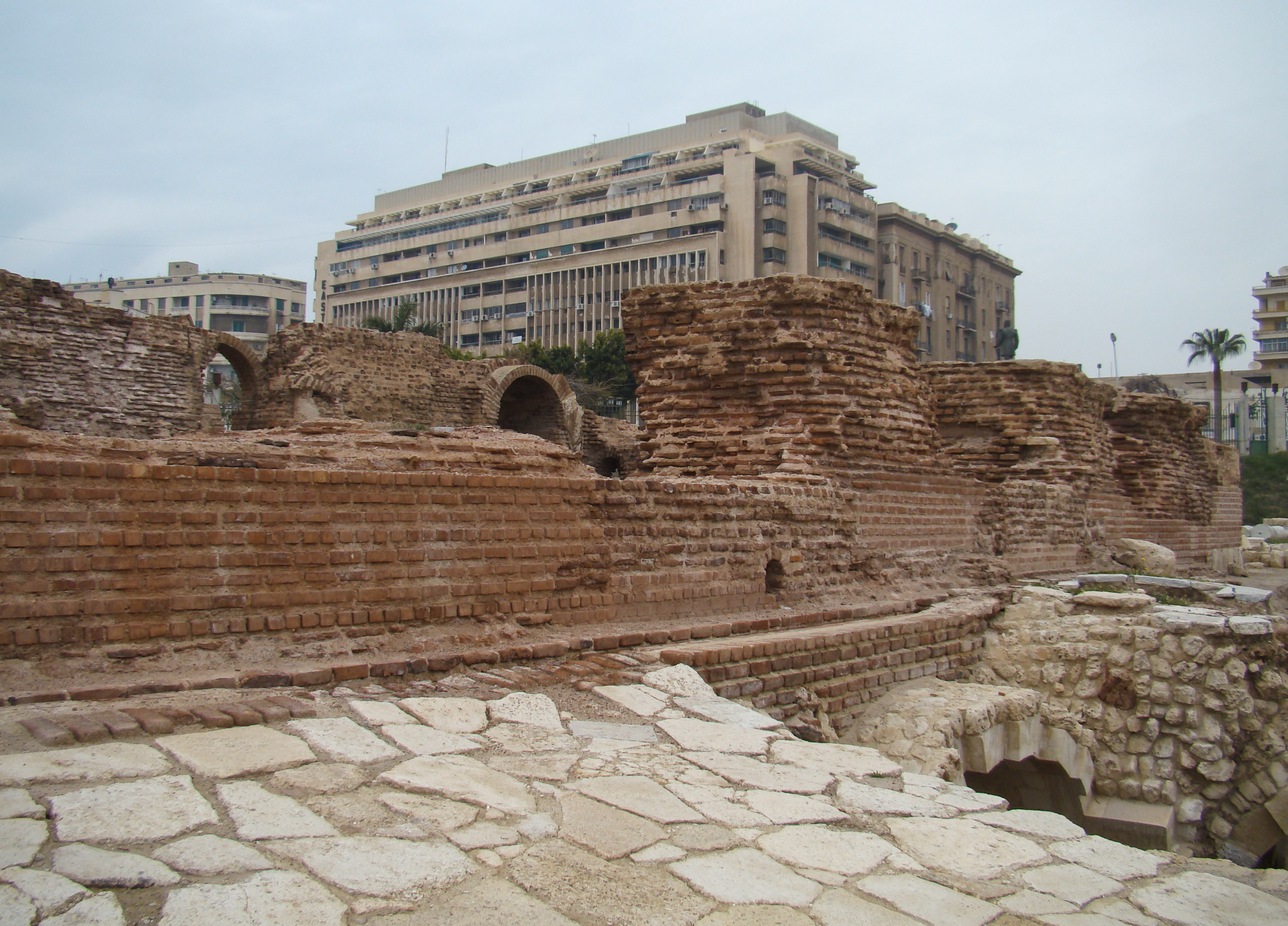
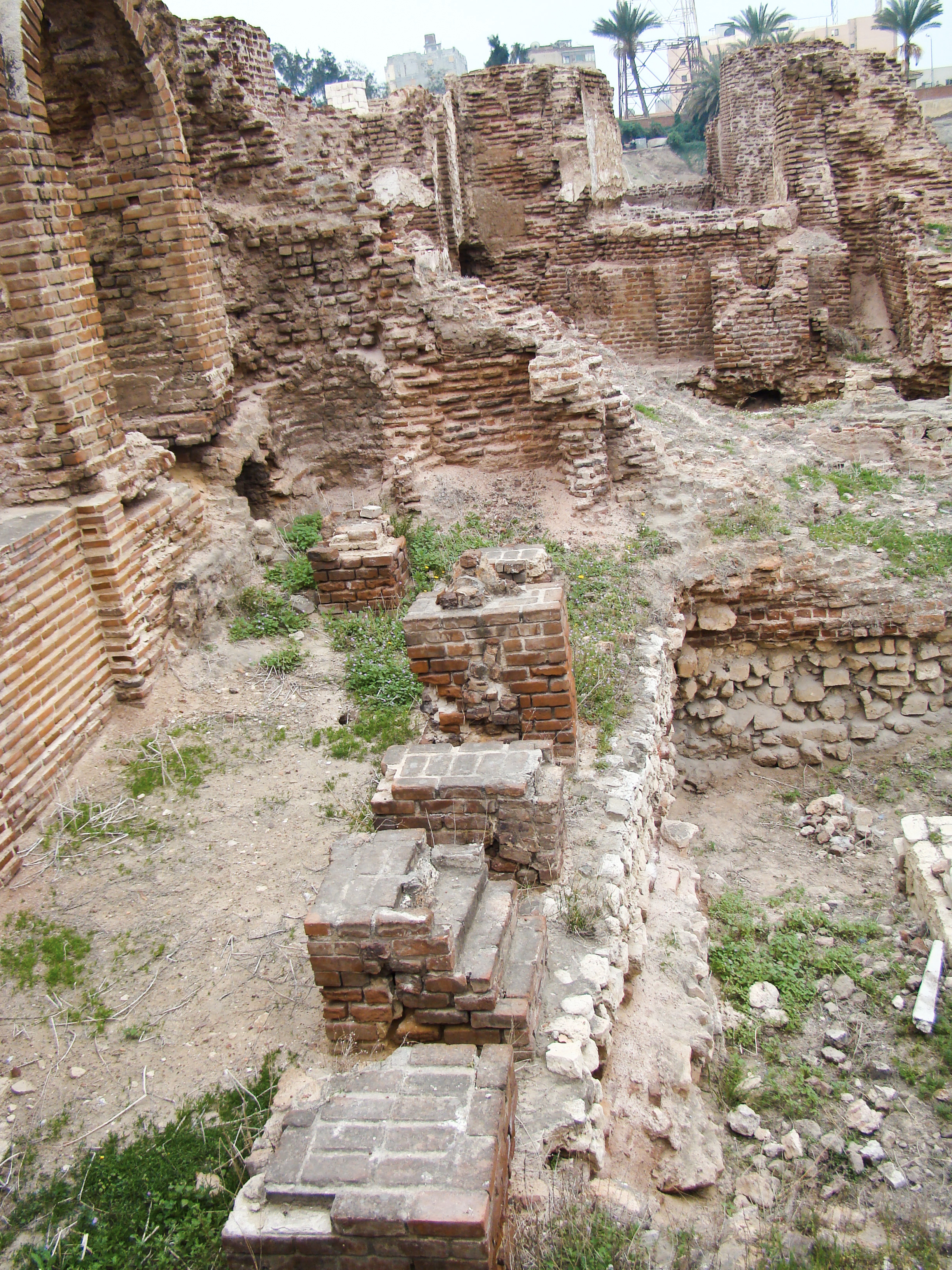
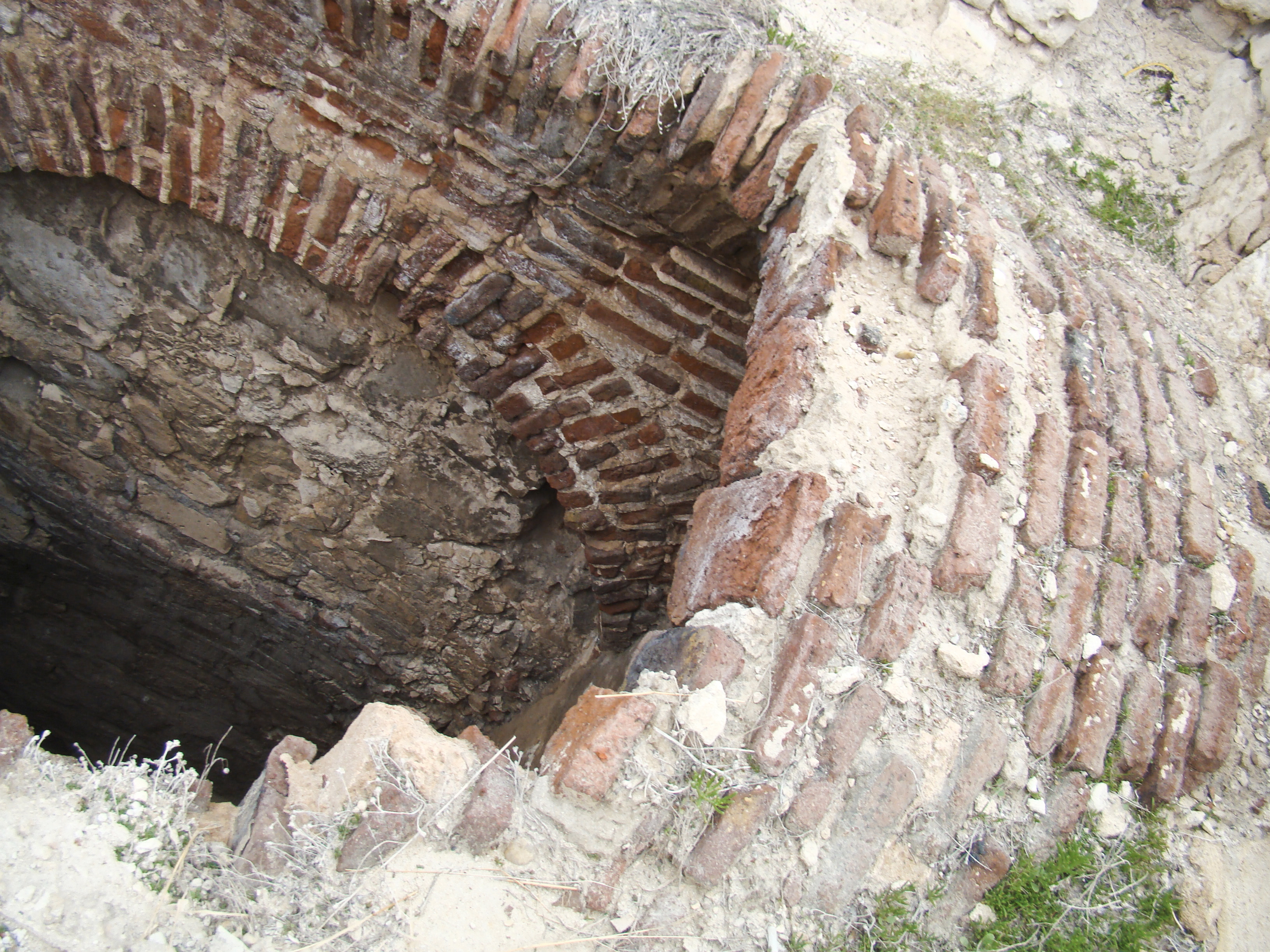
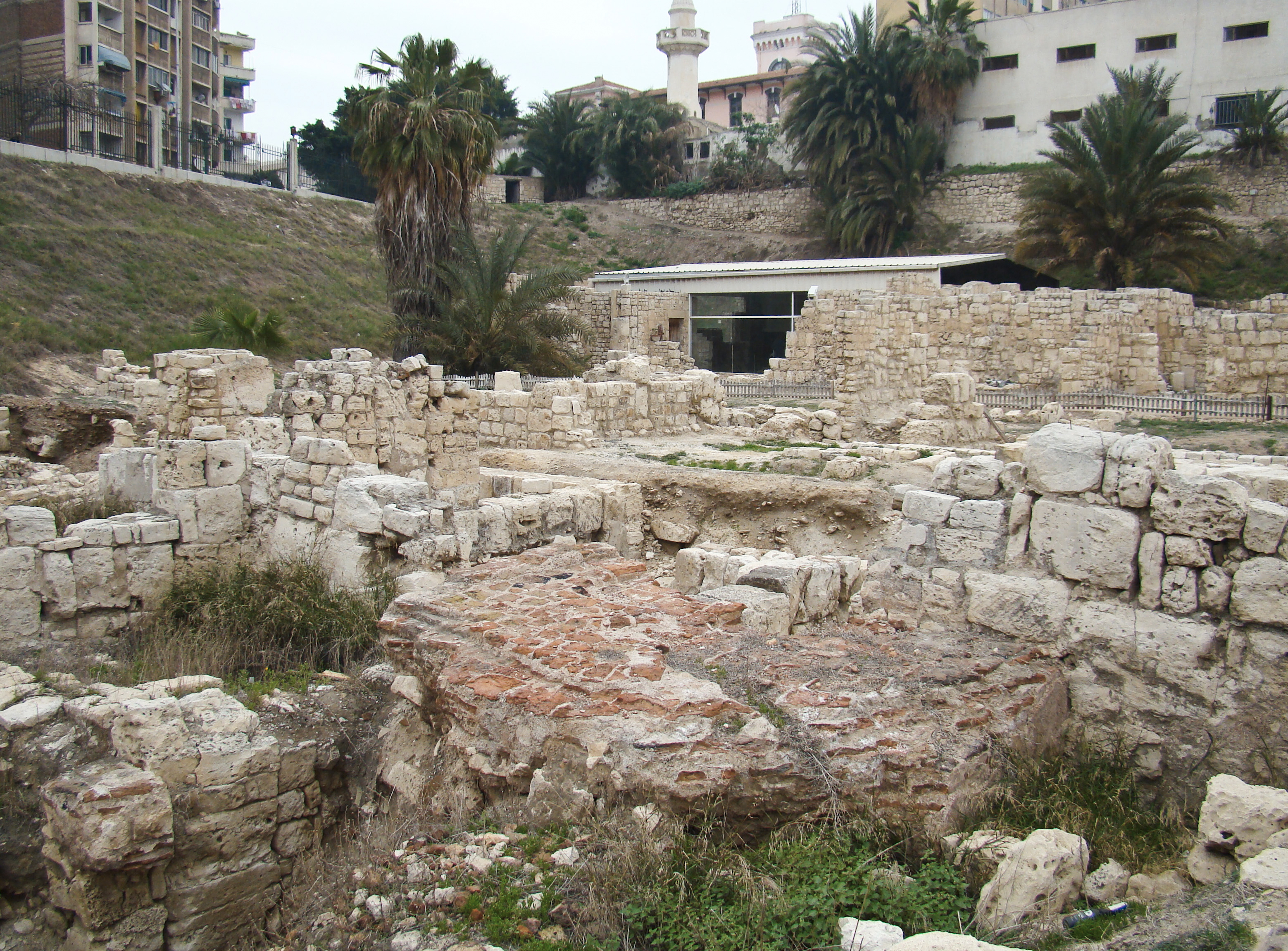
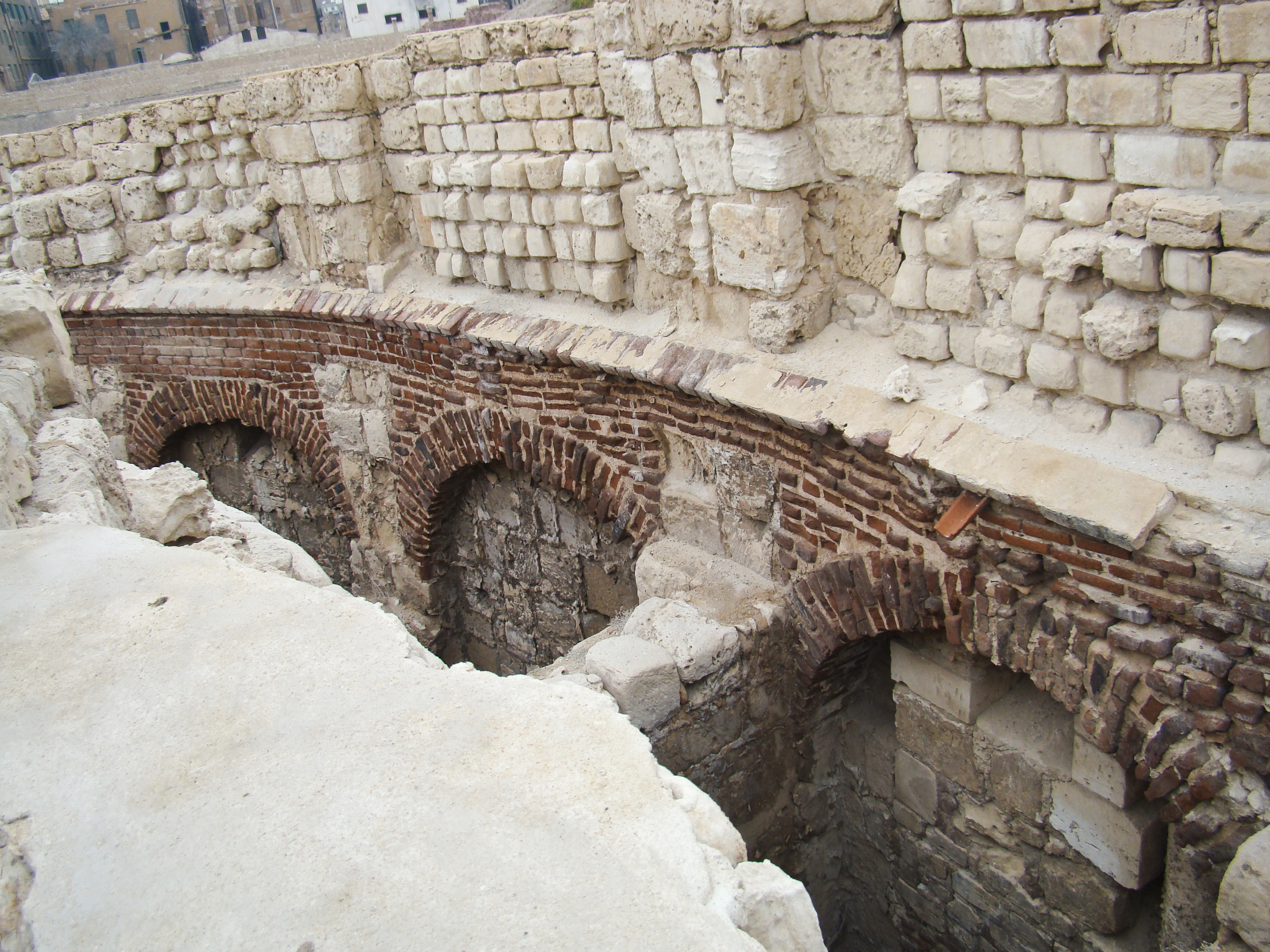
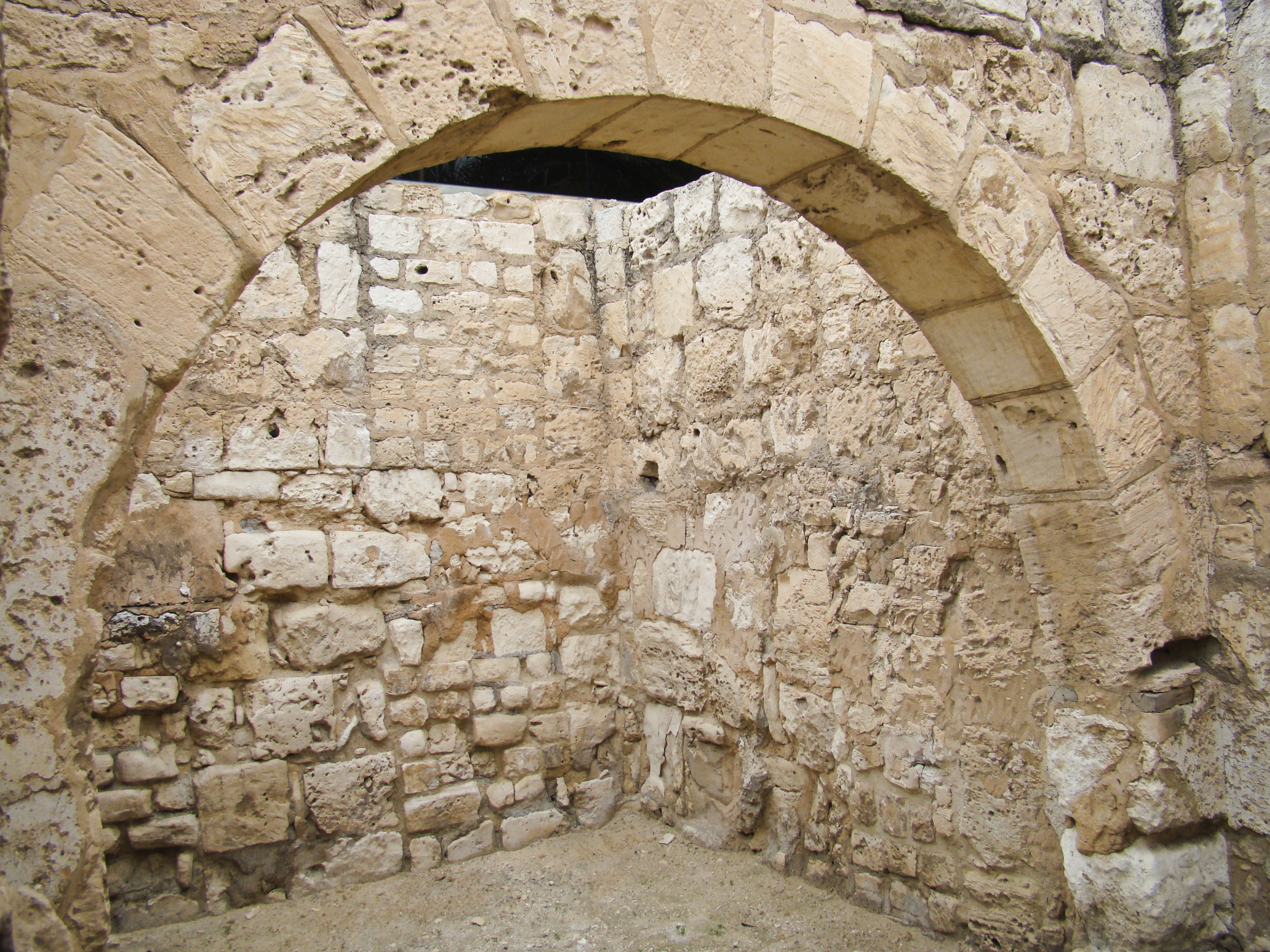
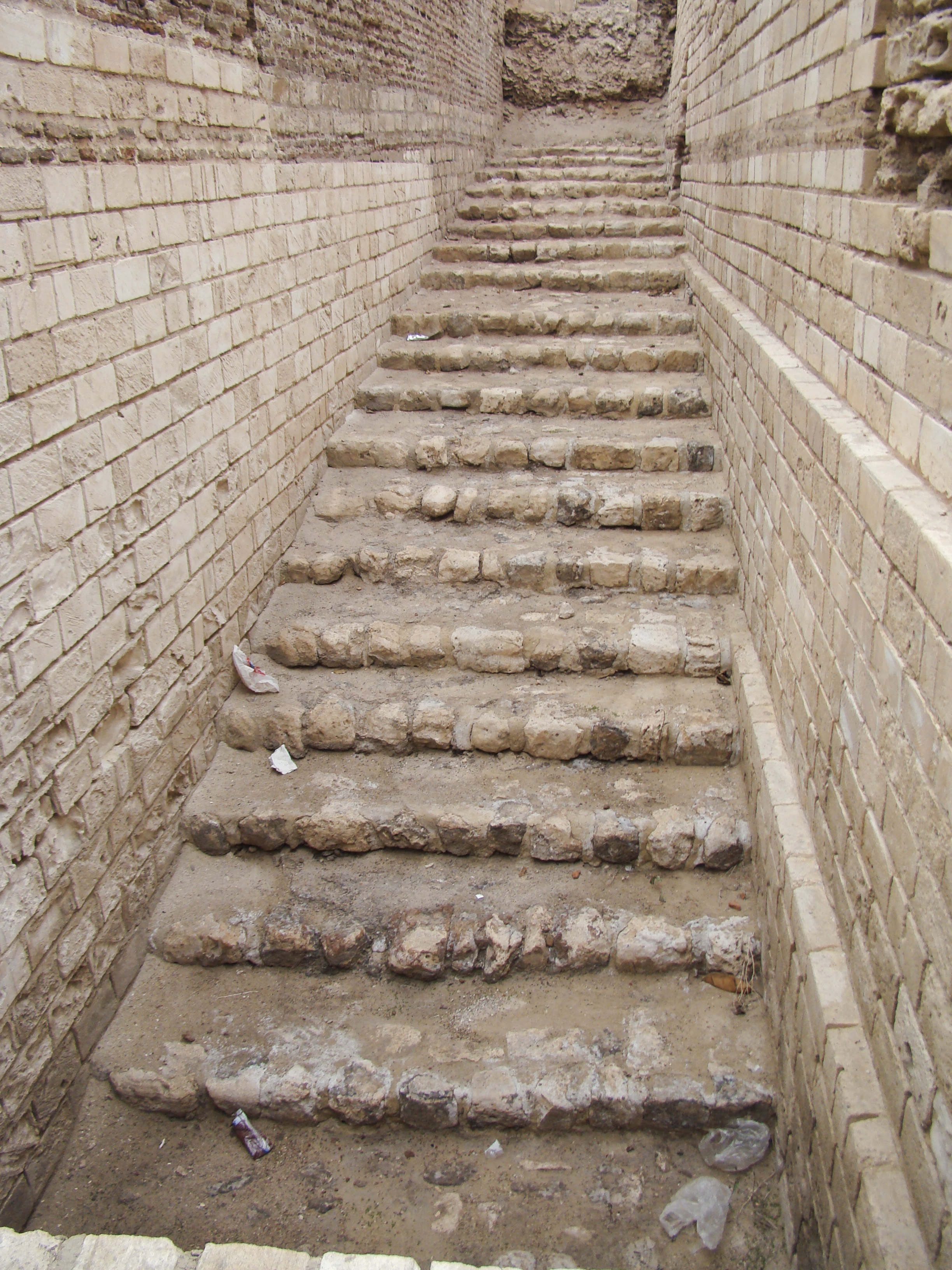
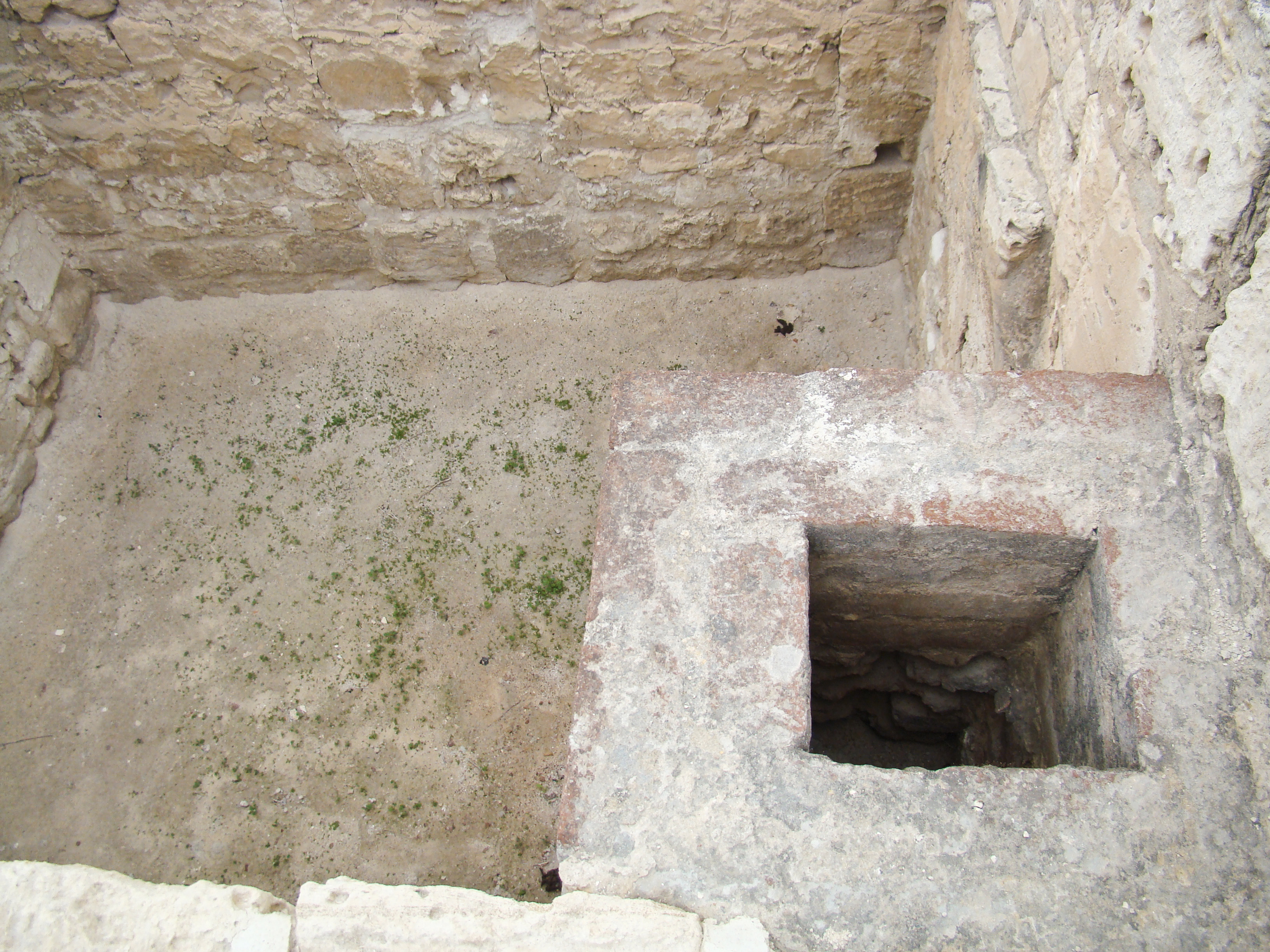
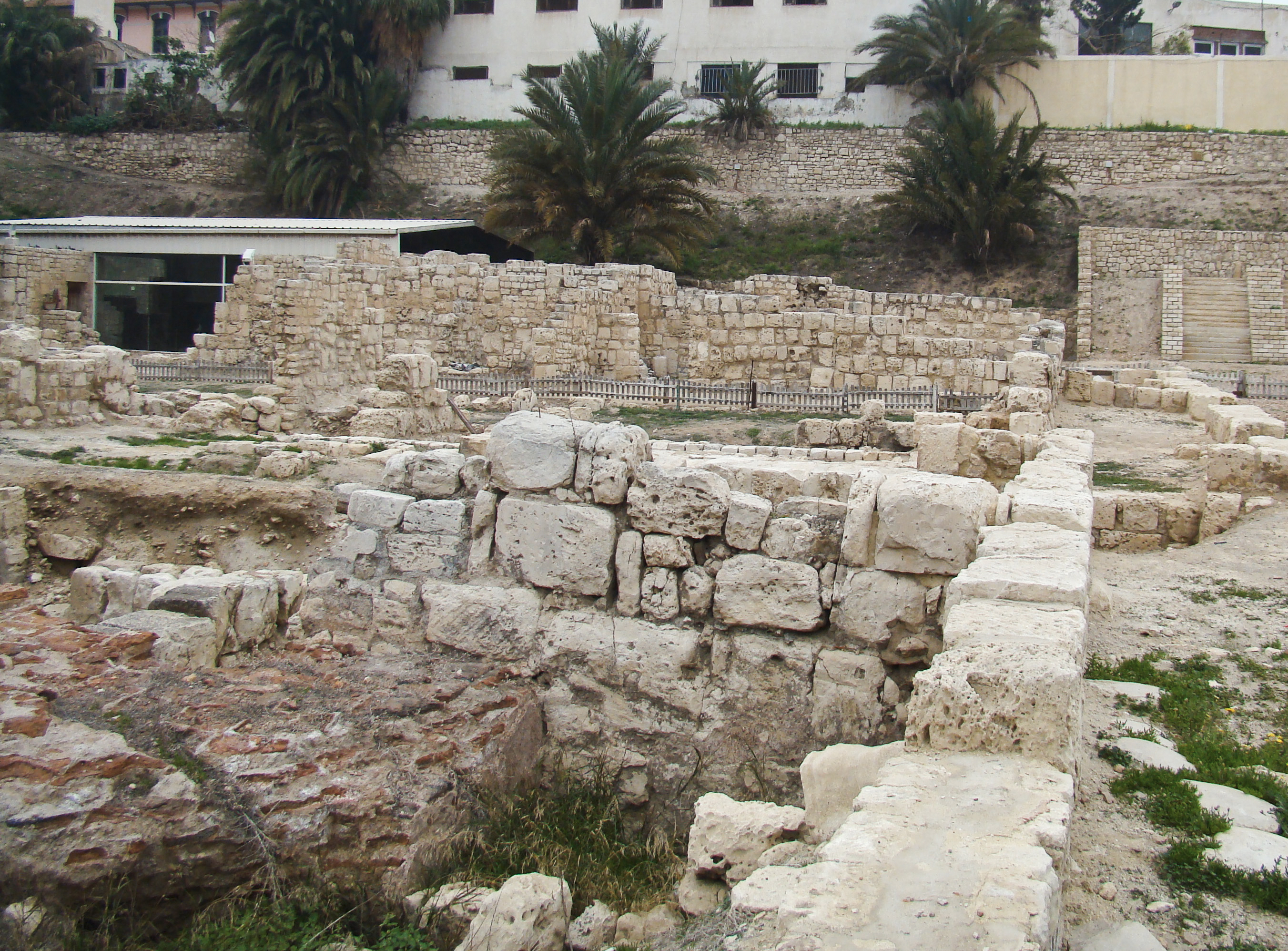
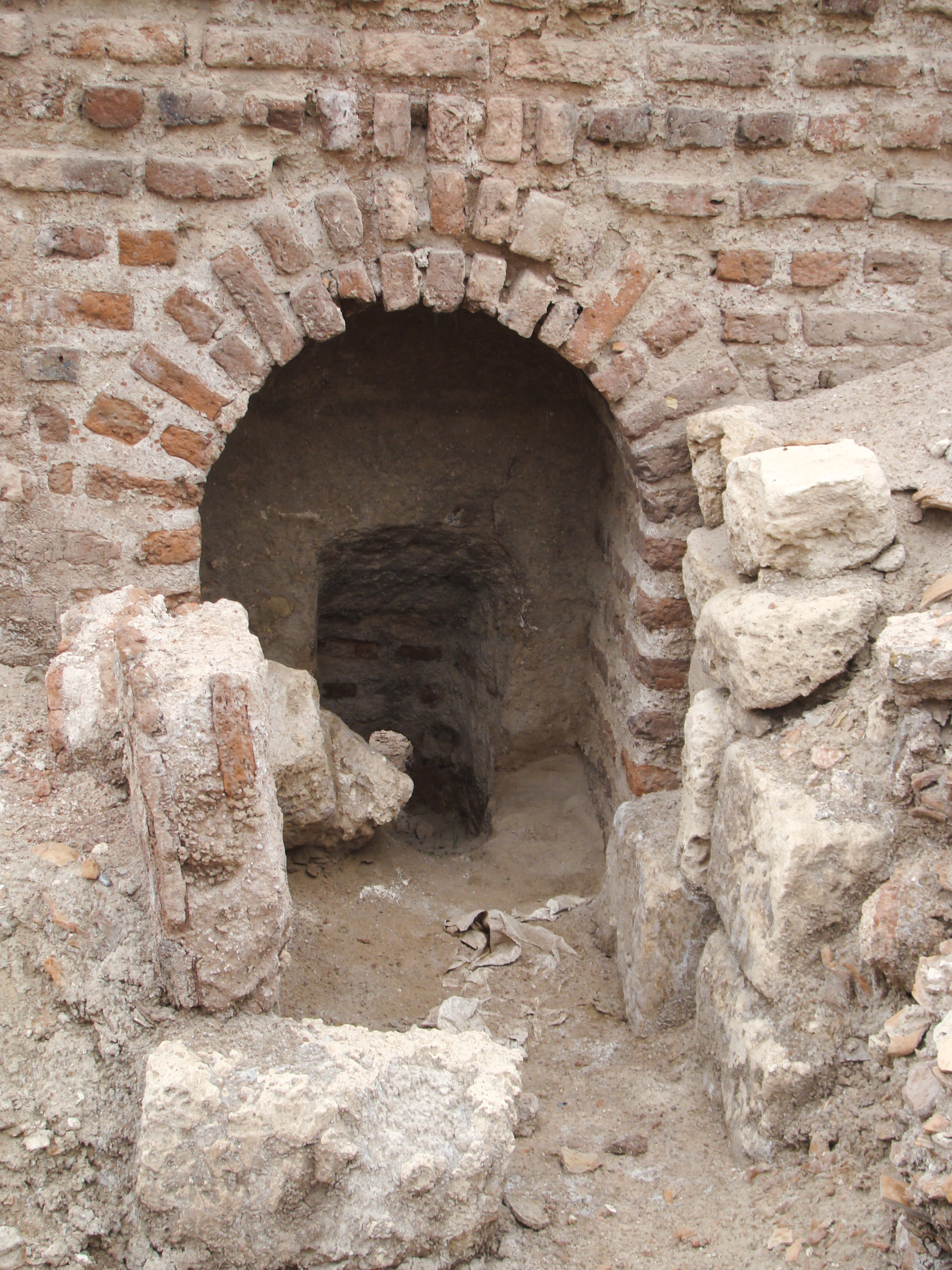
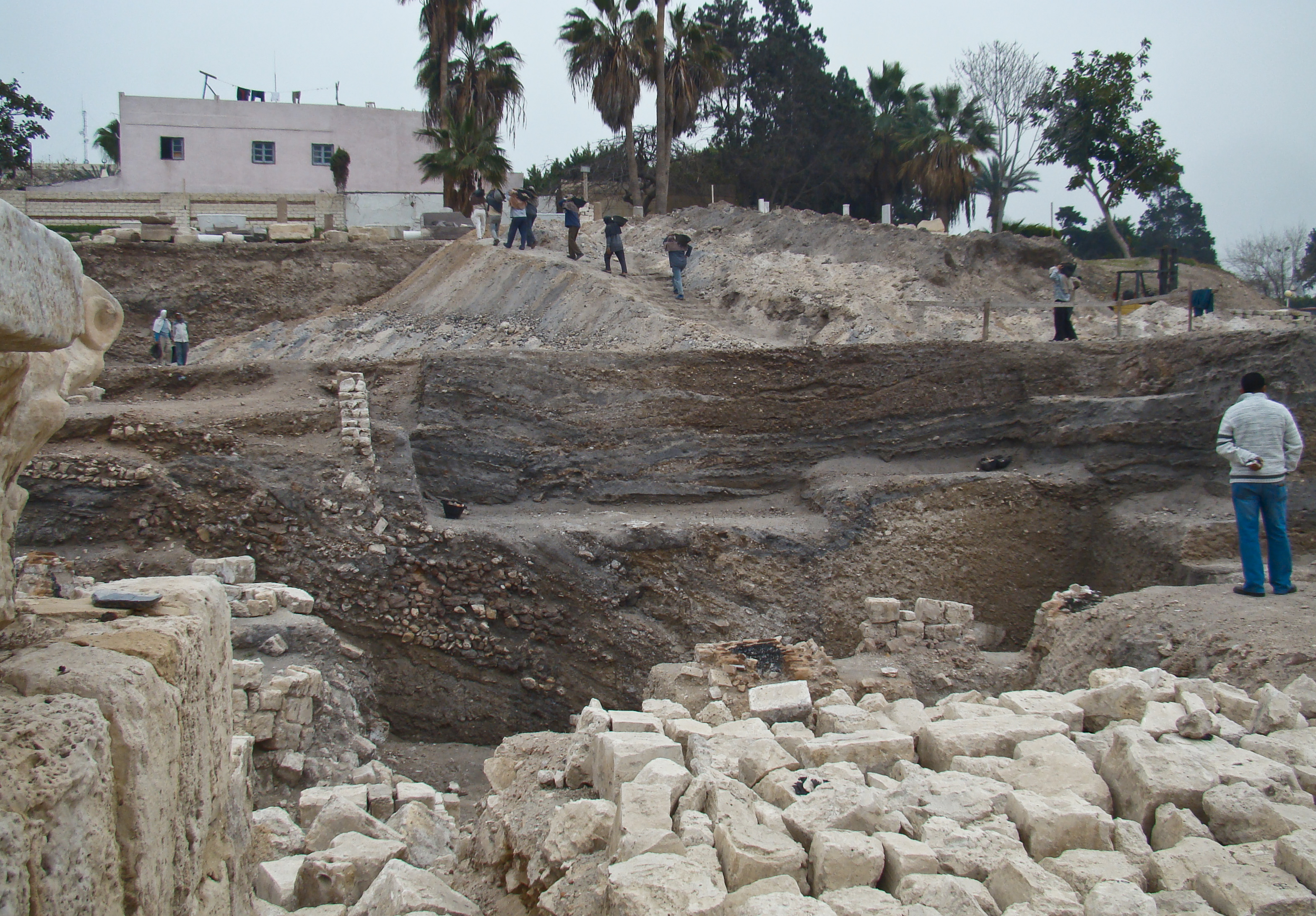
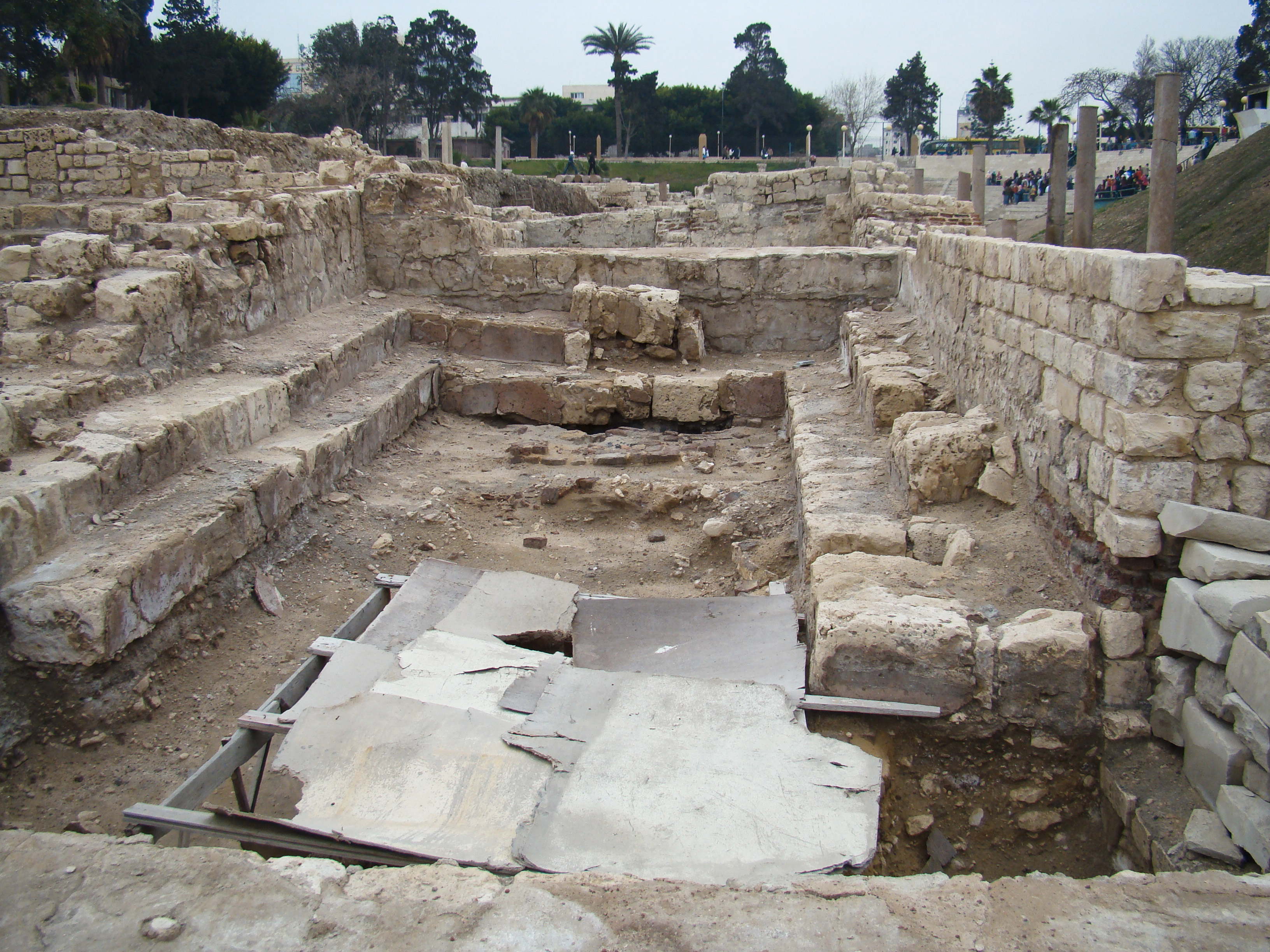
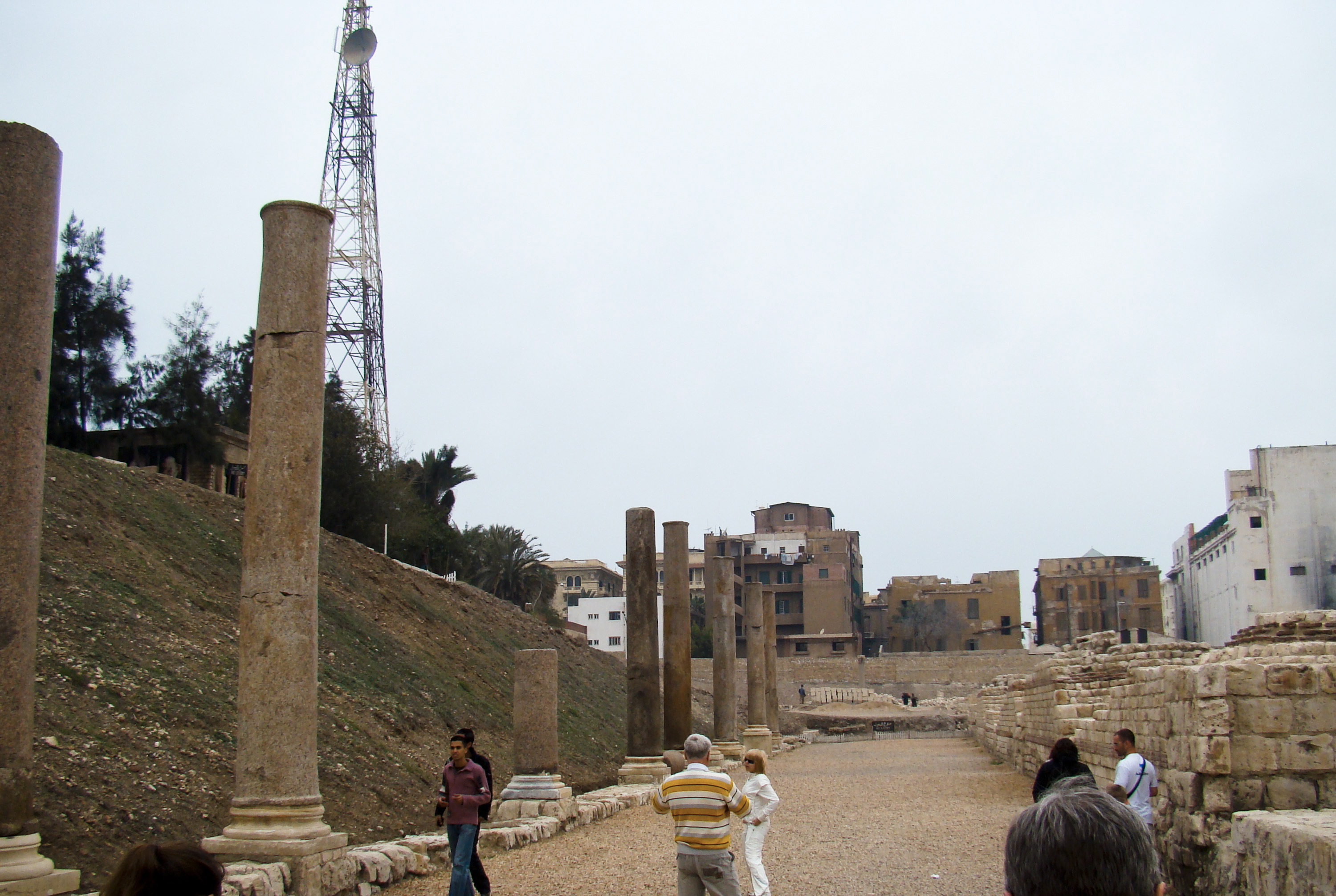
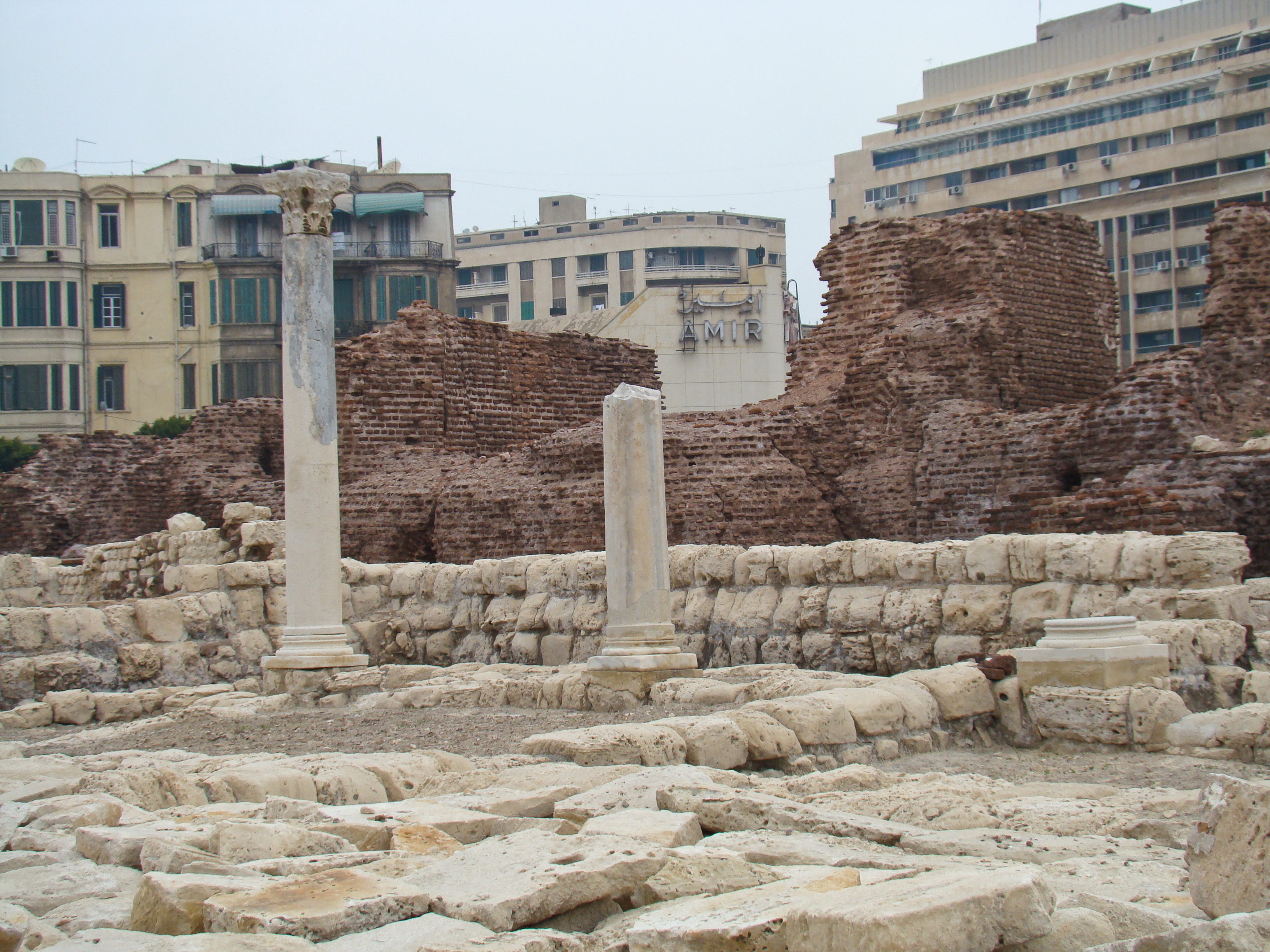